# 1803 ve fotografii
Tento článek obsahuje významné fotografické události v roce 1803.

## Narození v roce 1803
- 25. listopadu – Sofia Ahlbomová, švédská fotografka a průkopnice fotografie († 8. června 1868)
- ? – Frederick Coombs, americký fotograf († 1874)
- 6. července – Joseph-Rose Lemercier, imprimeur-lithographe français qui a joué un rôle important dans la diffusion et la généralisation du procédé de photolithographie († 1. ledna 1887)
- 23. července – Jacques-Joseph Maquart, graveur, illustrateur et photographe français († 3. dubna 1873)
- 27. prosince – Charlotte Gelot Sandoz, photographe daguerréotypiste française († 8. srpna 1846)